# クリス・ロバーソン (野球)
クリストファー・ウィリアム・ロバーソン（Christopher William Roberson、1979年8月23日 - ）は、アメリカ合衆国カリフォルニア州アラメダ郡オークランド出身のプロ野球選手(外野手)。現在は、メキシカンリーグのモンテレイ・サルタンズに所属している。

## 経歴

### プロ入りとフィリーズ傘下時代
2001年のMLBドラフトでフィラデルフィア・フィリーズにドラフト9巡目で指名され、契約を結びプロ入りを果たした。
同年は傘下ルーキー級のガルフ・コーストリーグ・フィリーズでプレーし、38試合に出場し、打率.248、13打点、33安打、6盗塁を記録した。
2002年は傘下A-級のバタビア・トロハンズでプレーし、62試合に出場し、打率.276、2本塁打、24打点、59安打、17盗塁を記録した。
2003年は傘下A級のレイクウッド・ブルークロウズでプレーし、132試合に出場し、打率.234、2本塁打、32打点、110安打、59盗塁を記録した。
2004年は傘下A+級のクリアウォーター・スレッシャーズでプレーし、83試合に出場し、打率.307、9本塁打、38打点、96安打、16盗塁を記録した。オフにはアリゾナ・フォールリーグのフェニックス・デザート・ドッグスに派遣された。
2005年は傘下AA級のレディング・ファイティン・フィルズでプレーし、139試合に出場し、打率.311、15本塁打、70打点、172安打、34盗塁を記録した。同年のイースタンリーグ・オールスターゲームにも選出され、イースタンリーグ新人賞を受賞した。オフにはウィンターリーグであるリーガ・メヒカーナ・デル・パシフィコのナランヘロス・デ・エルモシージョに所属した。
2006年は開幕を傘下AAA級のスクラントン・ウィルクスバリ・レッドバロンズでプレーし、74試合に出場し、打率.292、1本塁打、17打点、83安打、25盗塁を記録した。5月12日にメジャーデビューを果たした。これにより選出されていたオリンピック予選野球アメリカ合衆国代表は辞退している。メジャーでは57試合に出場し、打率.195、1打点、8安打、3盗塁を記録した。
オフには前年同様にエルモシージョに所属し、58試合に出場し、打率.277、5本塁打、22打点、64安打、10盗塁を記録した。
2007年は傘下AAA級のオタワ・リンクスでは113試合に出場し、打率.266、4本塁打、48打点、123安打、19盗塁を記録した。メジャーでは28試合に出場し、打率.286、1打点、8安打、2盗塁を記録した。
オフには前年同様にエルモシージョに所属し、18試合に出場して、打率.286、2本塁打、11打点、20安打、7盗塁を記録した。

### オリオールズ傘下時代
2008年1月に金銭トレードでボルチモア・オリオールズへ移籍した。
移籍後は傘下AAA級のノーフォーク・タイズへ配属された。123試合に出場し、打率.279、6本塁打、57打点、122安打、20盗塁を記録した。
オフにFAとなった。また、前年同様にエルモシージョに所属し、59試合に出場し、打率.323、2本塁打、25打点、84安打、16盗塁を記録した。

### ダイヤモンドバックス傘下時代
2009年1月にアリゾナ・ダイヤモンドバックスとマイナー契約を結んだ。
傘下AAA級のリノ・エーシズで開幕を迎えた。127試合に出場し、打率.267、7本塁打、59打点、111安打、30盗塁を記録した。
オフの11月9日にFAとなった。また、前年同様にエルモシージョに所属し、41試合に出場し、打率.232、3本塁打、11打点、39安打、6盗塁を記録した。

### メキシカンリーグ時代
2010年3月16日にメキシカンリーグのモンテレイ・サルタンズと契約を結んだ。
オフには前年同様にエルモシージョに所属し、57試合に出場し、打率.243、4本塁打、33打点、58安打、11盗塁を記録した。
同年は103試合に出場し、打率.306、12本塁打、46打点、128安打、21盗塁を記録した。同年のメキシカンリーグ・オールスターゲームにも選出されている。
2011年は100試合に出場し、打率.337、13本塁打、66打点、142安打、22盗塁を記録した。同年のメキシカンリーグ・オールスターゲームにも2年連続2回目の選出を果たした。
オフにはリーガ・メヒカーナ・デル・パシフィコのアギラス・デ・メヒカリに所属し、63試合に出場し、打率.280、3本塁打、23打点、70安打、23打点、12盗塁を記録した。

### 独立リーグ時代
2012年は独立リーグであるアメリカン・アソシエーションのウィニペグ・ゴールドアイズと契約を結んだ。
同年は94試合に出場し、打率.317、11本塁打、59打点、125安打、36盗塁を記録した。同年限りで退団した。
オフには前年同様にメヒカリに所属し、63試合に出場し、打率.294、4本塁打、18打点、77安打、30盗塁を記録した。

### メキシカンリーグ復帰
2013年5月24日にメキシカンリーグのサルタンズと契約を結んで復帰した。
2013年は60試合に出場し、打率.362、13本塁打、43打点、85安打、9盗塁を記録した。
オフには前年同様にメヒカリに所属し、67試合に出場し、打率.288、11本塁打、33打点、77安打、17盗塁を記録した。
2014年には同年のカリビアンシリーズに出場し、ベストナインとMVPを受賞した。
シーズンでは96試合に出場し、打率.384、15本塁打、71打点、154安打、26盗塁を記録した。同年のメキシカンリーグ・オールスターゲームにも3年ぶり3回目の選出を果たした。
オフには前年同様にメヒカリに所属し、63試合に出場し、打率.267、4本塁打、29打点、65安打、11盗塁を記録した。
2015年は85試合に出場し、打率.304、12本塁打、46打点、101安打、12盗塁を記録した。同年のメキシカンリーグ・オールスターゲームにも2年連続4回目の選出を果たした。
オフには前年同様にメヒカリに所属し、59試合に出場し、打率.325、2本塁打、23打点、69安打、10盗塁を記録した。
2016年は103試合に出場し、打率.320、8本塁打、46打点、133安打、26盗塁を記録した。
オフには前年同様にメヒカリに所属し、61試合に出場し、打率.332、5本塁打、25打点、80安打、9盗塁を記録した。
2017年開幕前の2月8日に第4回WBC本戦のメキシコ代表に選出された。

## 人物
メキシコに活動拠点を移して、現地の女性と結婚して2人の子供を持つと同時に、メキシコに帰化している。

## 詳細情報

### 年度別打撃成績
| 年 度     | 球 団     | 試 合 | 打 席 | 打 数 | 得 点 | 安 打 | 二 塁 打 | 三 塁 打 | 本 塁 打 | 塁 打 | 打 点 | 盗 塁 | 盗 塁 死 | 犠 打 | 犠 飛 | 四 球 | 敬 遠 | 死 球 | 三 振 | 併 殺 打 | 打 率 | 出 塁 率 | 長 打 率 | O P S |
| --------- | --------- | ----- | ----- | ----- | ----- | ----- | -------- | -------- | -------- | ----- | ----- | ----- | -------- | ----- | ----- | ----- | ----- | ----- | ----- | -------- | ----- | -------- | -------- | ----- |
| 2006      | PHI       | 57    | 43    | 41    | 9     | 8     | 0        | 1        | 0        | 10    | 1     | 3     | 0        | 1     | 0     | 0     | 0     | 1     | 9     | 0        | .195  | .214     | .244     | .458  |
| 2007      | PHI       | 28    | 29    | 28    | 6     | 8     | 0        | 0        | 0        | 8     | 1     | 2     | 0        | 0     | 0     | 1     | 0     | 0     | 4     | 0        | .286  | .310     | .286     | .596  |
| 通算：2年 | 通算：2年 | 85    | 72    | 69    | 15    | 16    | 0        | 1        | 0        | 18    | 2     | 5     | 0        | 1     | 0     | 1     | 0     | 1     | 13    | 0        | .232  | .254     | .261     | .515  |

### 表彰
MiLB
- 2005年イースタンリーグ新人賞（英語版）

国際大会
- カリビアンシリーズ ベストナイン：1回 (2014年)
- カリビアンシリーズ MVP：1回 (2014年)

### 記録
MiLB
- イースタンリーグ・オールスターゲーム選出 1回：2005年
- メキシカンリーグ・オールスターゲーム選出 4回：2010年、2011年、2014年、2015年

### 背番号
- 29 (2006年 -2007年)

### 代表歴
- 2017 ワールド・ベースボール・クラシック・メキシコ代表